# GCB (série télévisée)
Pour les articles homonymes, voir GCB.
GCB (anciennement intitulée Good Christian Bitches puis Good Christian Belles) est une série télévisée américaine en dix épisodes de 43 minutes, basée sur le roman "semi-autobiographique" Good Christian Bitches par Kim Gatlin. Elle a été créée par Robert Harling et diffusée entre le 4 mars et le 6 mai 2012 sur le réseau ABC et en simultané au Canada sur le réseau CTV.
Elle a également été diffusée en Australie sur Seven Network courant 2012 sous le titre original du roman.
Cette série est inédite dans tous les pays francophones.

## Synopsis
La série est centrée sur Amanda Vaughn, récemment veuve et mère de deux enfants, retournée à Dallas où elle a grandi.

## Distribution

### Acteurs principaux
- Leslie Bibb : Amanda Vaughn
- Kristin Chenoweth : Carlene Cockburn
- Annie Potts : Elizabeth « Gigi » Stopper
- Jennifer Aspen : Sharon Peacham
- Miriam Shor : Cricket Caruth-Reilly
- Marisol Nichols : Heather Cruz
- Brad Beyer : Zack Peacham
- Mark Deklin : Blake Reilly
- David James Elliott : Ripp Cockburn

### Acteurs récurrents
- Tyler Jacob Moore (en) : Pasteur John Tudor (8 épisodes)
- Eric Winter : Luke Lourd, le frère de Carlene Cockburn (5 épisodes)
- Lauran Irion : Laura Vaughn (5 épisodes)
- Bruce Boxleitner : Burl Lourd (4 épisodes)
- Colton Shires : Will Vaughn (4 épisodes)
- Mackinlee Waddell : Mckinney Peacham (4 épisodes)
- Erin Alexis : Sapphire (4 épisodes)

### Invités
- Greg Vaughan : Bill Vaughn (épisode 1)
- Jenni Baird : Mikki (épisode 1)
- Merrilee McCommas : Colleen (épisode 1)
- Nick Krause : Landry Cockburn (épisode 1)
- Alix Elizabeth Gitter : Alexandra Caruth-Reilly (épisodes 2, 5 et 7)
- Maree Cheatham : Boofie Marfeson (épisode 2)
- Patty McCormack : Chessy (épisode 2)
- Carla Jimenez (en) : Lupe (épisode 2)
- Tom Everett Scott : Andrew Remington (épisode 3 à 5)
- Sharon Wilkins (en) : Bethany May (épisode 3)
- Donna Mills : Bitsy Lourd (épisode 4)
- Cocoa Brown (en) : Chardonnay (épisode 4)
- Hartley Sawyer : Bozeman Peacham (épisodes 5, 7 et 8)
- Sheryl Crow : invitée musicale (épisode 5)
- Scott Reeves : Captain McPhee (épisode 6)
- Michael Arden : Reverend Steve Stewart (épisodes 8 et 9)
- Paul Ganus (en) : Lonnie McMahon (épisode 8)
- Johnny Dowers (en) : Stage Hand (épisode 8)
- Grant Bowler : Mason Massey (épisodes 9 et 10)
- Kevin Alejandro : Danny (épisode 9)
- Sandra Bernhard : Debbie Horowitz (épisode 10)
- Anabelle Acosta : Lucia (épisode 10)
- Lombardo Boyar : Duarte (épisode 10)
- Yvonne DeLaRosa (en) : Pilar (épisode 10)
- J. R. Ramirez : DoDo (épisode 10)

## Production
Le projet de Darren Star a débuté en septembre 2010, puis le 1er février 2011, ABC commande une présentation-pilote qui sera réalisé par Alan Poul (en).
Le casting principal a débuté en février, dans cet ordre : Jennifer Aspen, Annie Potts, Leslie Bibb, Miriam Shor, Marisol Nichols, Kristin Chenoweth, David James Elliott et Mark Deklin.
Satisfaite du pilote, ABC commande la série sous le titre Good Christian Belles le 13 mai 2011 et annonce quatre jours plus tard lors des Upfronts qu'elle sera diffusée à la mi-saison 2011-2012.
Parmi les acteurs récurrents et invités annoncés : Tom Everett Scott, Eric Winter, Kevin Alejandro et Grant Bowler, Sheryl Crow et Sandra Bernhard.
La série a été officiellement annulée le 11 mai 2012.

## Épisodes
| №  | Titre                      | Réalisation                  | Scénario                                     | Première diffusion | Audience américaine (millions) | Audience canadienne |
| -- | -------------------------- | ---------------------------- | -------------------------------------------- | ------------------ | ------------------------------ | ------------------- |
| 1  | Pilot                      | Alan Poul (en)               | Robert Harling (en)                          | 4 mars 2012        | 7,56                           | 1,266               |
| 2  | Hell Hath No Fury          | Victor Nelli Jr. (en)        | Robert Harling                               | 11 mars 2012       | 7,12                           | 1,098               |
| 3  | Love is Patient            | Larry Shaw et Robert Harling | Gretchen J. Berg (en) et Aaron Harberts (en) | 18 mars 2012       | 6,07                           | 1,069               |
| 4  | A Wolf In Sheep's Clothing | Bethany Rooney (en)          | Henry Alonso Myers                           | 25 mars 2012       | 6,33                           | 1,183               |
| 5  | Forbidden Fruit            | Randy Zisk                   | Laurie McCarthy                              | 1er avril 2012     | 5,63                           | 1,297               |
| 6  | Turn the Other Cheek       | James Hayman                 | Veronica Becker (en) et Sarah Kucserka (en)  | 8 avril 2012       | 5,25                           | 1,06                |
| 7  | Sex is Divine              | John Stuart Scott (en)       | Jordon Nardino (en)                          | 8 avril 2012       | 5,22                           | 954 000             |
| 8  | Pride Comes Before a Fall  | Matt Shakman                 | Robert Sudduth                               | 15 avril 2012      | 4,43                           | 901 000             |
| 9  | Adam & Eve's Rib           | Victor Nelli Jr.             | Henry Alonso Myers                           | 29 avril 2012      | 5,52                           | 1,099               |
| 10 | Revelation                 | Paul Holahan (en)            | Robert Harling                               | 6 mai 2012         | 5,56                           | 1,046               |

## Commentaire
Fin 2018, le réseau The CW développe une nouvelle version de la série sous le titre original du roman, produite elle aussi par Darren Star et Aaron Kaplan.